# Phyllomedusa burmeisteri
Phyllomedusa burmeisteri és una espècie de granota que viu a l'est del Brasil, des de Sergipe fins a São Paulo.
És un animal parsimoniós, de moviments lents, tant de dia com de nit, tot i tenir els ulls ben adaptats a la visió nocturna.
Habita la vegetació prop de masses d'aigua en bones condicions, sobretot a la vora del bosc atlàntic brasiler. Pon els ous en un niu de fulles sobre l'aigua i quan surten els capgrossos cauen a l'aigua on es desenvolupen. Es reprodueix de desembre a febrer.